# Caesar (joc video)
"Caesar" este un joc video de strategie dezvoltat și publicat de Impressions Games în 1992. Acesta este primul joc din seria de succes "Caesar", care a continuat să influențeze genul de simulare a construcției de orașe și strategiei de-a lungul anilor. Jocul pune jucătorul în rolul unui guvernator roman, responsabil pentru construirea și gestionarea unui oraș antic roman, începând de la zero și transformându-l într-un centru prosper al imperiului.

## Context Istoric
În 1992, industria jocurilor video era în plină expansiune, iar genul de simulare și strategie era în creștere. Jocuri precum "SimCity" (1989) de la Maxis stabiliseră deja standardele pentru simulatoarele de construcție de orașe. "Caesar" a adus o nouă dimensiune acestui gen, concentrându-se pe specificul istoric al Imperiului Roman și pe complexitatea administrării unui oraș antic.

## Gameplay
"Caesar" este un joc de strategie și simulare a construcției de orașe. Jucătorul trebuie să îndeplinească diverse sarcini administrative pentru a construi și dezvolta un oraș roman. Aceste sarcini includ:

### Construcția și Infrastructura
- Construcția de clădiri: Jucătorul trebuie să planifice și să construiască diverse clădiri, de la case și ferme până la amfiteatre și temple.
- Infrastructura: Gestionarea drumurilor și a acveductelor este esențială pentru a asigura că orașul este bine conectat și că locuitorii au acces la apă potabilă.

### Gestionarea Resurselor
- Economie: Jucătorul trebuie să gestioneze resursele financiare ale orașului, inclusiv taxele și comerțul.
- Agricultură: Asigurarea aprovizionării cu hrană este vitală pentru supraviețuirea și creșterea orașului.

### Probleme Sociale și Politice
- Satisfacția cetățenilor: Jucătorul trebuie să asigure că cetățenii sunt fericiți și sănătoși, prin furnizarea de servicii publice și prin menținerea ordinii publice.
- Relații politice: Jucătorul interacționează cu alte orașe și trebuie să mențină relații bune cu guvernul central al Imperiului Roman.

## Inovații și Impact
"Caesar" a introdus mai multe inovații în genul de simulare și strategie:
- Tematică istorică: Jocul s-a remarcat prin atenția la detaliile istorice și culturale ale Romei antice, oferind o experiență educativă pe lângă cea de divertisment.
- Complexitate administrativă: "Caesar" a fost lăudat pentru complexitatea sa, necesitând o planificare strategică detaliată și o bună gestionare a resurselor.
- Serie de succes: Succesul jocului a dus la dezvoltarea unor continuări și spin-off-uri, inclusiv "Caesar II" (1995), "Caesar III" (1998) și "Caesar IV" (2006), fiecare aducând îmbunătățiri semnificative în gameplay și grafică.

## Recepție
La lansare, "Caesar" a primit recenzii pozitive pentru inovativitatea sa și pentru reprezentarea autentică a Romei antice. Criticii au apreciat gameplay-ul complex și provocator, deși unii au menționat că curba de învățare poate fi abruptă pentru noii veniți în genul de simulare de construcție de orașe.

## Moștenire
"Caesar" a lăsat o moștenire durabilă în industria jocurilor video. Seria "Caesar" a inspirat multe alte jocuri de simulare istorică, cum ar fi "Pharaoh" (1999) și "Emperor: Rise of the Middle Kingdom" (2002), dezvoltate de aceeași echipă de la Impressions Games.
Acest titlu este considerat un pilon important în evoluția jocurilor de simulare a construcției de orașe. Cu o atenție deosebită la detalii istorice și o complexitate administrativă profundă, jocul a captivat jucătorii și a stabilit un standard înalt pentru succesorii săi. Continuând să fie rememorat cu afecțiune, "Caesar" a deschis calea pentru o serie de titluri care au explorat și aprofundat genul de strategie și simulare, consolidându-și locul în istoria jocurilor video.